# (31987) 2000 HN28
2000 HN28 (asteroide 31987) é um asteroide da cintura principal. Possui uma excentricidade de 0.20920310 e uma inclinação de 1.45912º.
Este asteroide foi descoberto no dia 29 de abril de 2000 por LINEAR em Socorro.